# Wahrnehmung berechtigter Interessen
Die Wahrnehmung berechtigter Interessen ist ein Rechtfertigungsgrund des deutschen Strafrechts.

## Anwendungsbereich
Gesetzlich in § 193 StGB geregelt, betrifft sie den Tatbestand der Beleidigung (§ 185 StGB) und der üblen Nachrede (§ 186 StGB) und reglementiert, dass eine strafbare Beleidigung dann nicht vorliegt, wenn der Täter in Wahrnehmung berechtigter Interessen gehandelt hat. Nach herrschender Auffassung gilt der Rechtfertigungsgrund der Wahrnehmung berechtigter Interessen für alle Beleidigungstatbestände einschließlich der tätlichen Beleidigung; hingegen ist er auf andere Straftaten gegen Individualrechtsgüter nicht anwendbar und insbesondere nicht Ausdruck einer allgemeinen Abwägungsklausel.

## Rechtsprechung des Bundesverfassungsgerichts
Im Rahmen der privaten oder politischen Meinungsbildung trägt § 193 StGB nach Auffassung des Bundesverfassungsgerichts den besonderen Anforderungen der Meinungsfreiheit Rechnung. Diese Auffassung geht auf die vom Bundesverfassungsgericht begründete Wechselwirkungstheorie zurück. Die Wahrnehmung berechtigter Interessen stellt hierbei die einfachrechtliche Umsetzung des Grundrechts des Art. 5 Grundgesetz, Meinungsfreiheit dar.

## Fallgruppen
Das Gesetz nennt als Fallgestaltungen solcher berechtigter Interessen:
- tadelnde Urteile über wissenschaftliche, künstlerische oder gewerbliche Leistungen
- Äußerungen, welche zur Ausführung der Verteidigung von Rechten oder [sonst] zur Wahrnehmung berechtigter Interessen gemacht werden
- Vorhaltungen und Rügen der Vorgesetzten gegen ihre Untergebenen
- dienstliche Anzeigen oder Urteile von Seiten eines Beamten sowie als Auffangtatbestand die
- ähnlichen Fälle.

In all diesen Konstellationen soll eine Strafbarkeit wegen Beleidigung auch dann, wenn die Äußerung selbst den Tatbestand des Ausdrucks der Miss- oder Nichtachtung erfüllt, nur gegeben sein, wenn sie sich aus der Form der Äußerung oder den Umständen, aus denen sie hervorgeht, ergibt.

## Äußerungen von Rechtsanwälten in Ausübung eines Mandats
Ein weiteres Gebiet, in dem § 193 StGB Anwendung findet, sind Äußerungen von Rechtsanwälten im Rahmen der Ausübung eines Mandats. Auch diese sind, soweit es die Wahrnehmung des Anwaltsberufs erfordert, als Wahrnehmung berechtigter Interessen auch dann weitgehend straffrei, wenn sie eine Ehrverletzung darstellen.
Im Kampf um das Recht müssen durchaus starke, eindringliche Ausdrücke und sinnfällige Schlagworte hingenommen werden. Dies gilt auch für den Fall, dass ein Rechtsanwalt in eigener Sache tätig wird. An ihn dürfen keine höheren Anforderungen gestellt werden als an andere Rechtsanwälte im Rahmen der Wahrnehmung von Mandanteninteressen.
Selbst eine überzogene und ausfällige Kritik macht für sich genommen eine Äußerung noch nicht zur Schmähkritik. Eine herabsetzende Äußerung nimmt erst dann den Charakter einer Schmähung an, wenn in ihr nicht mehr die Auseinandersetzung in der Sache, sondern die Diffamierung der Person im Vordergrund steht. Der Begriff ist eng auszulegen.  Die Grenze zur Schmähkritik ist nicht überschritten, wenn aus der Äußerung nicht erkennbar ist, dass die Kritik an der Person das sachliche Anliegen vollständig in den Hintergrund treten lässt. Bei der Bestimmung der Grenze zur Schmähkritik ist die Sach- und Verfahrensbezogenheit der Äußerung zu berücksichtigen. Ehrbeeinträchtigungen müssen gegenüber der Meinungsäußerungsfreiheit in der Regel dann zurücktreten, wenn der Vorwurf Teil einer umfassenderen Meinungsäußerung ist, die der Durchsetzung legitimer eigener Rechte im gerichtlichen Verfahren dient und jedenfalls aus Sicht des Äußernden nicht völlig aus der Luft gegriffen ist. Zudem ist ein Richter schon von Berufs wegen in der Lage und auch gehalten, überpointierte Kritik an seiner Arbeit beim „Kampf um das Recht“ auszuhalten.
Das Recht der freien Meinungsäußerung ist insbesondere auch bei anwaltlicher Tätigkeit gewährleistet. Der EGMR verhandelte hierzu u. a. zwei Fälle: Im ersten unterstellte ein Rechtsanwalt in einem Beschwerdebrief einer Richterin „große Vertrautheit mit dem Anwalt der Gegenseite“ und wurde wegen Verleumdung verurteilt. Der zweite Fall beinhaltete eine gegen eine Richterin erstattete Strafanzeige wegen einer rassistisch motivierten Diskriminierung im Urteil. Hier erfolgte wegen einer wissenschaftlich unbegründeten Strafanzeige Verurteilung auf Schadensersatz. Der EGMR sah in beiden Fällen einen Verstoß gegen Art. 10 EMRK. Nach deutschem Recht wären die gemachten Äußerungen wohl durch den Anwendungsbereich des § 193 StGB gedeckt. Dasselbe gilt für ein Schreiben an das Gericht, ein Richter sei „nicht unparteiisch und korrupt“ gewesen. Ebenso ist die Anzeige eines angeblich rechtswidrigen Verhaltens bei einer Behörde vom Anwendungsbereich des § 193 StGB gedeckt.
Ein weiterer bedeutsamer Gesichtspunkt liegt darin, ob die beleidigende Äußerung lediglich Akteninhalt blieb und nur den Verfahrensbeteiligten zugänglich war, oder ob die beleidigende Äußerung nach außen trat. Blieb die beleidigende Äußerung Akteninhalt ohne Außenwirkung, liegt im Zweifel eine rechtfertigende Wahrnehmung berechtigter Interessen vor.

## Common Law
Im Common Law ist, anders als im deutschen Recht (§ 192 StGB), jede Äußerung, die der substantiellen Wahrheit entspricht, straffrei.